# Гайдучина
Гайдучина (укр. Гайдучина) — село в Стрыйской городской общине Стрыйского района Львовской области Украины.
Население по переписи 2001 года составляло 239 человек. Занимает площадь 0,398 км². Почтовый индекс — 82444. Телефонный код — 3245.